# 插圖屋
插圖屋（日语： Irasutoya）、又稱插畫屋，是由插畫家三船隆（みふねたかし）運營的圖庫網站，主要提供免費開放取用及存取的美工圖案插畫。只要使用的圖片少於20張，這些作品便可以在原作者不放棄版權的前提下作商業或非商業用途，但仍需受與精神權利相關的使用方式限制。

## 概要
插圖屋擁有各式自由使用的美工圖案插畫，只要是在使用條款的規範下，商業使用也一律免費，並且以「能找到任何插圖素材的網站」的美譽享負盛名。該網站的吉祥物是一隻名為「Pyoko」（IPA：[pʲoko̞]）的黑色兔子。
在三船決定大量上傳其作品之前已有多個提供免費插畫的網站，然而使用不同來源的素材就必然招致藝術風格不一致，也因如此，統一畫風且題材廣泛的插圖屋才會蔚然成風。擁有廣量免費素材的插圖屋也被抨擊會對其他插畫家的職業生涯造成威脅，但與此同時提出不合理插畫要求的甲方則大幅減少。
在2016年，Twitter出現了以插圖屋的圖片二次創作專輯、電子遊戲、漫畫或輕小說封面藝術的趨勢，一款名叫《逃出插圖屋》（いらすとやからの脱出）的手機遊戲和以成人遊戲《宇宙麻雀》（いただきじゃんがりあんR）為靈感的重製片頭也完全利用了該圖庫的插畫。自2012年1月31日上傳節分題材的插畫後，插圖屋幾乎每天都會更新一次，後來三船因工作忙碌而無法維持原先的頻率，而在2021年1月31日暫時停止更新。自此之後，節奏基本為不定期每月上傳數張插圖。

## 主題

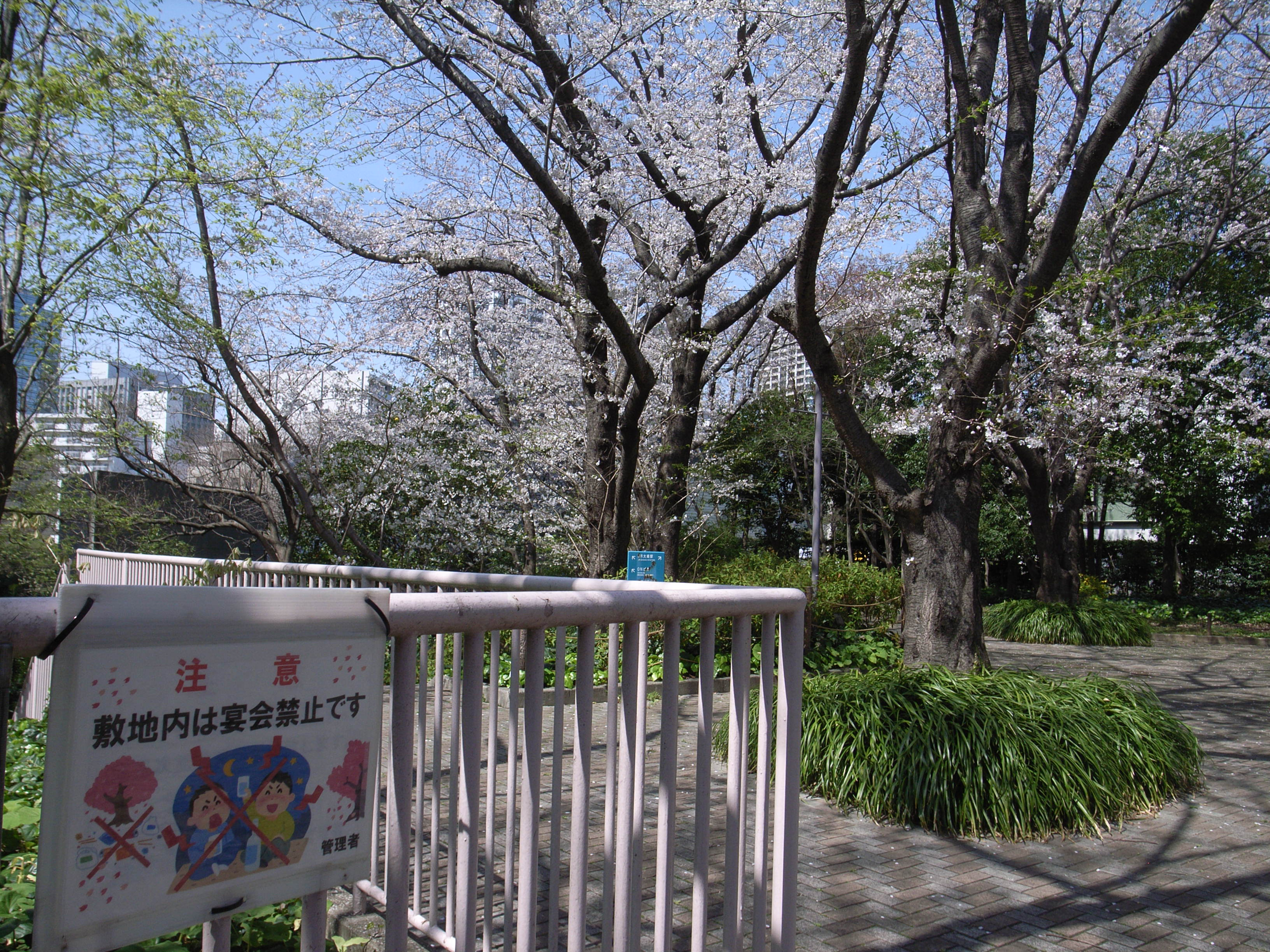
COVID-19大流行期間使用了插圖屋作品的「園內禁止舉辦宴會」標語，位於東京都品川區御殿山公園

除了典型的圖片素材主題外，插圖屋也有各式各樣的有趣圖畫，例如護林人、腹語師、臭氣判定士和機場驅鳥員等非常見職業，味噌機、離心機及透射电子显微镜等特殊機器，鮮為人知的樂器（迪吉里杜管、祕魯排簫、英国管），皮卡蟲和怪誕蟲等恐龍以外的古生物，以及勇者、米·戈、布耶爾等在遊戲或奇幻作品出現的角色。
插圖屋素材的人物不全然是日本人，也有不同族裔在上國際學校課程、吃日本料理等場景的插畫，而這些民族或文化包括塞爾克南人、萨普协会、臺灣原住民族以及穿著傳統穆斯林婚宴服飾的新娘和新郎。其他種類的圖片素材還有智齒、自衛官、電競滑鼠、中二病青少年、卓柏卡布拉、安提基特拉机械和偷拍行為等。

### 時事性
最初三船的作品主題廣泛、普遍，但後來逐漸上傳一些具時事性（偶爾帶諷刺）的插圖。他帶日本可愛文化的風格、圖片素材的一致性及這些題材之間的對比被認為是讓用家覺得有趣的地方。這些時事主題有假新聞、難民、同性婚姻及3D打印枪支等，也有包括指尖陀螺和虛擬實境等當下流行圖片素材。2016年2月左右，當抽卡遊戲成為各國關注的問題時，三船就上傳了一男子沉迷巨型轉蛋機的插圖。
當某時事發生後，插圖屋總能快速回應，釋出對應的相關圖片素材。這描繪事件的用時之短在2016年初及2019年3月引起人們關注，其中後者為三船繪畫了一幅基於「吐水河豚」網路迷因的插圖，在Twitter發布後吸引了約15,000次轉發。2016年3月，三船宣佈暫停上傳時事性插圖，並認為這樣下去插圖屋對他來說將不再是愛好，而更像是一份工作。但約兩個月後，三船就發佈了一幅有關手機合約的圖片素材。

## 合作

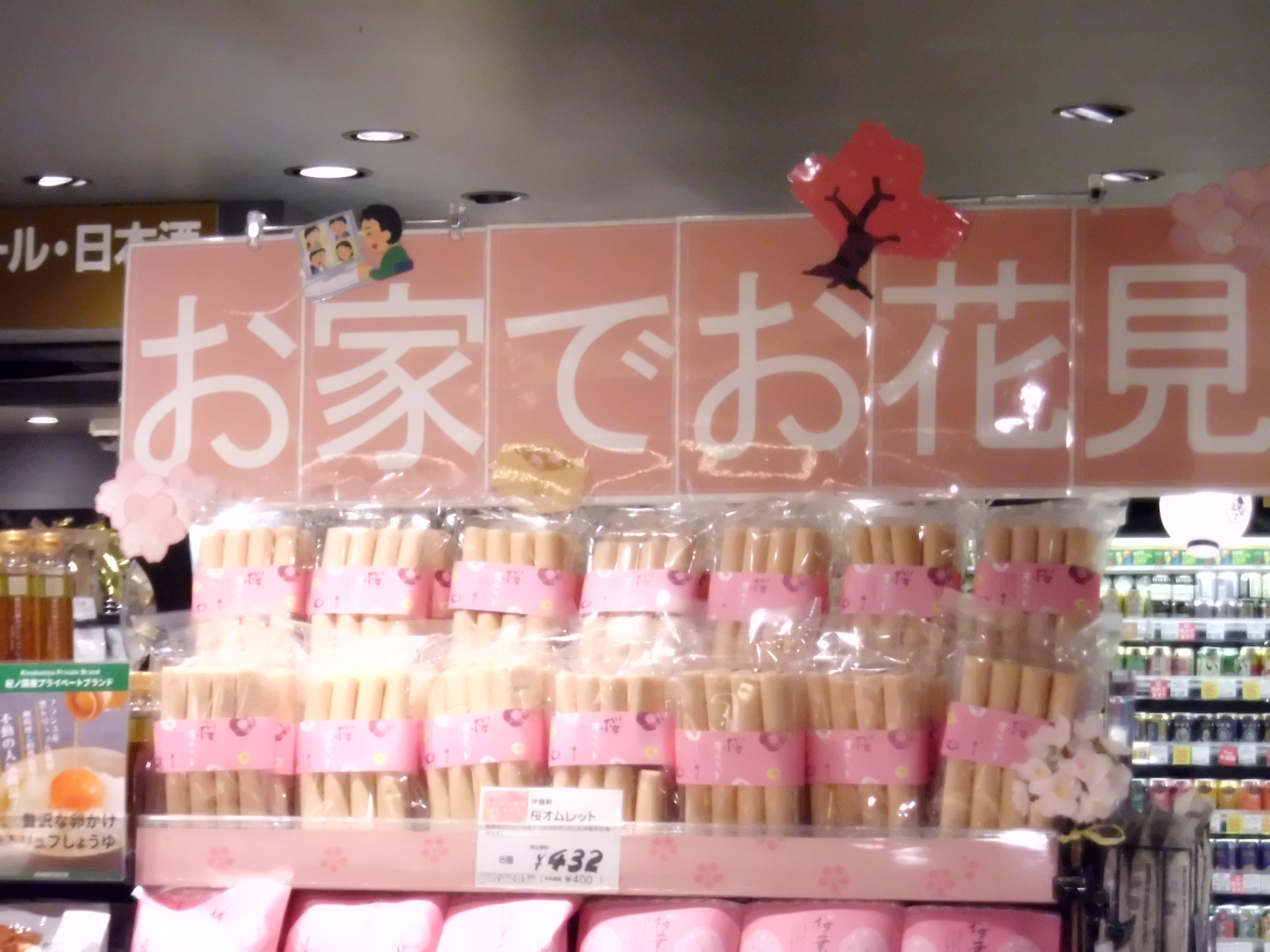
使用了插圖屋素材的家中賞櫻商品攤位

從2017年12月25日開始，五種不同款式（男孩、女孩、小動物、拿著雷門燈籠的男孩和拿著雷門燈籠的女孩）的插圖屋刺繡手帕在淺草寺仲見世通小池商店有售。2018年1月23日至4月1日期間，該網站與鎌倉珈琲合作，在丸之內一帶開辦聯名行動咖啡車。同年它們又與山川直輝原作、奈央晃德作畫的漫畫《我立於百萬生命之上》聯動，在講談社的「Magamega」（マガメガ）網站及《別冊少年Magazine》上免費刊載所有角色和事物都轉換成插圖屋素材的第五卷單行本，而《我立於百萬生命之上》的動畫版第一季第1集亦有改編成全數使用該網站插圖的「不健全版本」，並在2020年10月2日（通常版本正式公映前兩天）於東京都會電視台、AbemaTV及d-anime Store上播出。
為了慶祝《海賊王》漫畫踏入第1000話大關，插圖屋在2021年1月4日公開了20張《海賊王》主題的圖片素材。它們也是該網站第一批受版權保護的圖片，但版權擁有方集英社表示只要合乎插圖屋的現有條款，以及不損害作品本身的聲譽，就會允許用家使用。該網站隨後與另一漫畫《來自深淵》合作販售一系列聯名商品，並在同年11月22日至12月13日在線上抽獎網站「抽籤堂」（くじ引き堂）上舉行抽獎活動。
2022年1月，插圖屋與糖果商Tirol-Choco聯動推出名為「插圖屋BOX」的巧克力。同年3月，該網站與《芝麻街》合作銷售一款以艾蒙和餅乾怪獸為主題的大型毛絨玩具，隔月插圖屋又宣佈與手機遊戲《IDOLiSH7》聯名發行LINE貼圖。

## 爆红
插图屋的插画于2020年代传入中国大陆，被网友恶搞制作成表情包，多以“日本小人”、“插画小人”称之。

## 獲得獎項
- 2019 - 數位檔案學會第1屆學會獎實踐獎（2018）[68]
- 2022 - 數位媒體協會第27屆AMD Award '21優秀獎（FY 2021）[69][70]